# Nadie sabe lo que va a pasar mañana
Nadie sabe lo que va a pasar mañana (in italiano: "nessuno sa cosa succederà domani") è il quinto album in studio da solista del rapper portoricano Bad Bunny, pubblicato nel 2023.

## Tracce
1. Nadie sabe – 6:19
2. Monaco – 4:27
3. Fina (with Young Miko) – 3:36
4. Hibiki (with Mora) – 3:28
5. Mr. October – 3:09
6. Cybertruck – 3:11
7. Vou 787 – 2:03
8. Seda (with Bryant Myers) – 3:10
9. Gracias por mada – 2:57
10. Teléfono nuevo (with Luar la L) – 5:54
11. Baby nueva – 4:00
12. Mercedes carota (with YOVNGCHIMI) – 3:22
13. Los pits – 4:10
14. Vuelve Candy B – 4:26
15. Baticano – 4:16
16. No me quiero casar – 3:45
17. Where She Goes – 3:51
18. Thunder y lightning (with Eladio Carrión) – 3:37
19. Perro negro (with Feid) – 2:42
20. Europa :( – 0:11
21. Acho PR (with Arcángel, De la Ghetto and Ñengo Flow) – 5:59
22. Un preview – 2:45

## Classifiche

### Classifiche settimanali
| Classifica (2023) | Posizione raggiunta |
| ----------------- | ------------------- |
| Italia            | 2                   |
| Spagna            | 1                   |
| Stati Uniti       | 1                   |

### Classifiche di fine anno
| Classifica (2023) | Posizione |
| ----------------- | --------- |
| Spagna            | 4         |
| Classifica (2024) | Posizione |
| Portogallo        | 137       |